# Буркут (Красноперекопский район)
Бурку́т (укр. Буркут, крымскотат. Bürküt, Бурькют) — исчезнувшее село в Красноперекопском районе Республики Крым, располагавшееся на юго-западе района, на левом берегу безымянного правого притока реки Воронцовки, примерно в 3 километрах ниже по течению от современного села Сватово.

## История
Первое документальное упоминание села встречается в Камеральном Описании Крыма… 1784 года, судя по которому, в последний период Крымского ханства Буркут входил в Четырлык кадылык Перекопского каймаканства.
После присоединения Крыма к России (8) 19 апреля 1783 года, (8) 19 февраля 1784 года, именным указом Екатерины II сенату, на территории бывшего Крымского Ханства была образована Таврическая область и деревня была приписана к Перекопскому уезду. После Павловских реформ, с 1796 по 1802 год, входила в Перекопский уезд Новороссийской губернии. По новому административному делению, после создания 8 (20) октября 1802 года Таврической губернии, Буркут был включён в состав Бустерчинской волости Перекопского уезда.
По Ведомости о всех селениях в Перекопском уезде состоящих с показанием в которой волости сколько числом дворов и душ… от 21 октября 1805 года в деревне Буркут числилось 18 дворов и 110 крымских татар. На военно-топографической карте генерал-майора Мухина 1817 года деревня Боркут обозначена с 17 дворами. После реформы волостного деления 1829 года Буркут, согласно «Ведомости о казённых волостях Таврической губернии 1829 года», передали в состав Ишуньской волости (переименованной из Бустерчинской). На карте 1836 года в деревне 9 дворов. Затем, видимо, вследствие эмиграции крымских татар в Турцию, деревня опустела и на карте 1842 года Буркут обозначен условным знаком «малая деревня», то есть, менее 5 дворов. В последний раз деревня встречается на трёхверстовой карте 1865 года (на карте, с корректурой 1876 года её уже нет), в дальнейшем в доступных источниках не встречается.